# Urban Bushmen
Urban Bushmen – podwójny jazzowy album koncertowy Art Ensemble of Chicago nagrany w maju 1980 i wydany w tym samym roku przez firmę ECM.

## Historia i charakter albumu
Urban Bushmen jest trzecim z czterech albumów nagranych przez Art Ensemble of Chicago dla firmy ECM, a zarazem pierwszym koncertowym.
Firma ECM zdecydowała się wydać koncert jako podwójny album, co pozwoliło na najpełniejsze zapoznanie się ze stylem wykonawczym AEC. Grupa zaprezentowała się więc niezwykle różnorodnie: jako zespół bębniarzy, wykorzystujący setki swoich "małych instrumentów", jako grupa anarchistyczna, burząca wszelkie ustalone struktury muzyczne, jako zespół tradycjonalistów jazzowych, jako grupa freejazzowa i wreszcie jako grupa wykonująca muzykę kreatywną, całkowicie improwizowaną.
Wszystkie powyższe style wykonawcze przemieniały się swobodnie jeden w drugi w wypadku dłuższych utworów; klasycznym przykładem może tu być prawie 22-minutowy "Sun Precondition Two/Theme for Sco", w którym radosna i triumfalna muzyka przemienia się nagle w gorącą lawę dźwiękową.

## Muzycy
- Lester Bowie – trąbka, bęben basowy, długi róg, wokal
- Roscoe Mitchell – saksofony: sopranowy, altowy, tenorowy, barytonowy i basowy, piccolo, flet, bongosy, kongi, klarnet, flet bambusowy, gongi, dzwonki, gwizdki, kotły, wokal
- Joseph Jarman – saksofony: sopranowy, altowy, tenorowy, barytonowy i basowy, flet, flet altowy, wokal, klarnet basowy, klarnet, fagot, piccolo, muszla, wibrafon, czelesta, gongi, kongi, tom-tom, gwizdki, dzwonki, syrena, basowy bęben z kotła
- Malachi Favors Maghostut – kontrabas, instrumenty perkusyjne, melodica, basowy bęben z kotła
- Famoudou Don Moye – "Sun Percussion": perkusja, bendir, klaksony, gwizdki, kongi, djembe, djun-djun, donno, bongosy, kotły, chekere, muszle, długi róg, "róg słoniowy", gongi, cymbały, drewniane bloki, belafon, puszki, bęben basowy z kotła, wokal itd.

## Spis utworów
| .   | Dysk pierwszy                                      |       |
|     |                                                    |       |
| 1.  | Promenade: Cote Bamako I (Moye)                    | 4:11  |
|     |                                                    |       |
| 2.  | Bush Magic (Moye/Favors)                           | 5:05  |
|     |                                                    |       |
| 3.  | Urban Magic (Art Ensemble of Chicago)              | 15:39 |
|     |                                                    |       |
| a.  | March                                              |       |
|     |                                                    |       |
| b.  | Warm Night Blues Stroll                            |       |
|     |                                                    |       |
| c.  | Down the Walkway                                   |       |
|     |                                                    |       |
| d.  | RM Express                                         |       |
|     |                                                    |       |
| 4.  | Sun Precondition Two (Moye)/Theme for Sco (Jarman) | 21:53 |
|     |                                                    |       |
| a.  | Soweto Messenger                                   |       |
|     |                                                    |       |
| b.  | Bushman Triumphant                                 |       |
|     |                                                    |       |
| c.  | Entering the City                                  |       |
|     |                                                    |       |
| d.  | Announcement of Victory                            |       |
|     |                                                    |       |
| .   | Dysk drugi                                         |       |
|     |                                                    |       |
| 5.  | New York Is Full of Lonely People (Bowie)          | 7:37  |
|     |                                                    |       |
| 6.  | Ancestral Meditation (Art Ensemble of Chicago)     | 6:56  |
|     |                                                    |       |
| 7.  | Uncle (Mitchell)                                   | 17:29 |
|     |                                                    |       |
| 8.  | Peter and Judith (Mitchell)                        | 2:39  |
|     |                                                    |       |
| 9.  | Promenade: Cote Bamako II (Moye)                   | 5:57  |
|     |                                                    |       |
| 10. | Odwalla/Theme (Mitchell)                           | 5:14  |
|     |                                                    |       |

## Opis płyty
- Producent – Manfred Eicher
- Data nagrań – 5 i 6 maja 1980
- Miejsce nagrania – Amerika Haus, Monachium, Niemcy
- Inżynier nagrywający – Martin Wieland
- Studio – Tonstudio Bauer
- Projekt – Barbara Wojirsch
- Okładka (malunek) – Emilio Cruz "HEEAAD" (1980)
- Zdjęcia – Helmut Frühauf
- Czas – 92:46
- Firma nagraniowa (oryginał)

ECM (1980) (WB)
Numer katalogowy – 1211/12